# 타콰렘보주

타콰렘보주의 위치

타콰렘보주(스페인어: Departamento de Tacuarembó)는 우루과이 북부에 위치한 주로 주도는 타콰렘보이며 면적은 15,438km2, 인구는 90,053명(2011년 기준)이다. 북쪽으로는 리베라주, 서쪽으로는 살토주와 파이산두주, 리오네그로주, 남쪽으로는 두라스노주, 세로라르고주와 접한다.

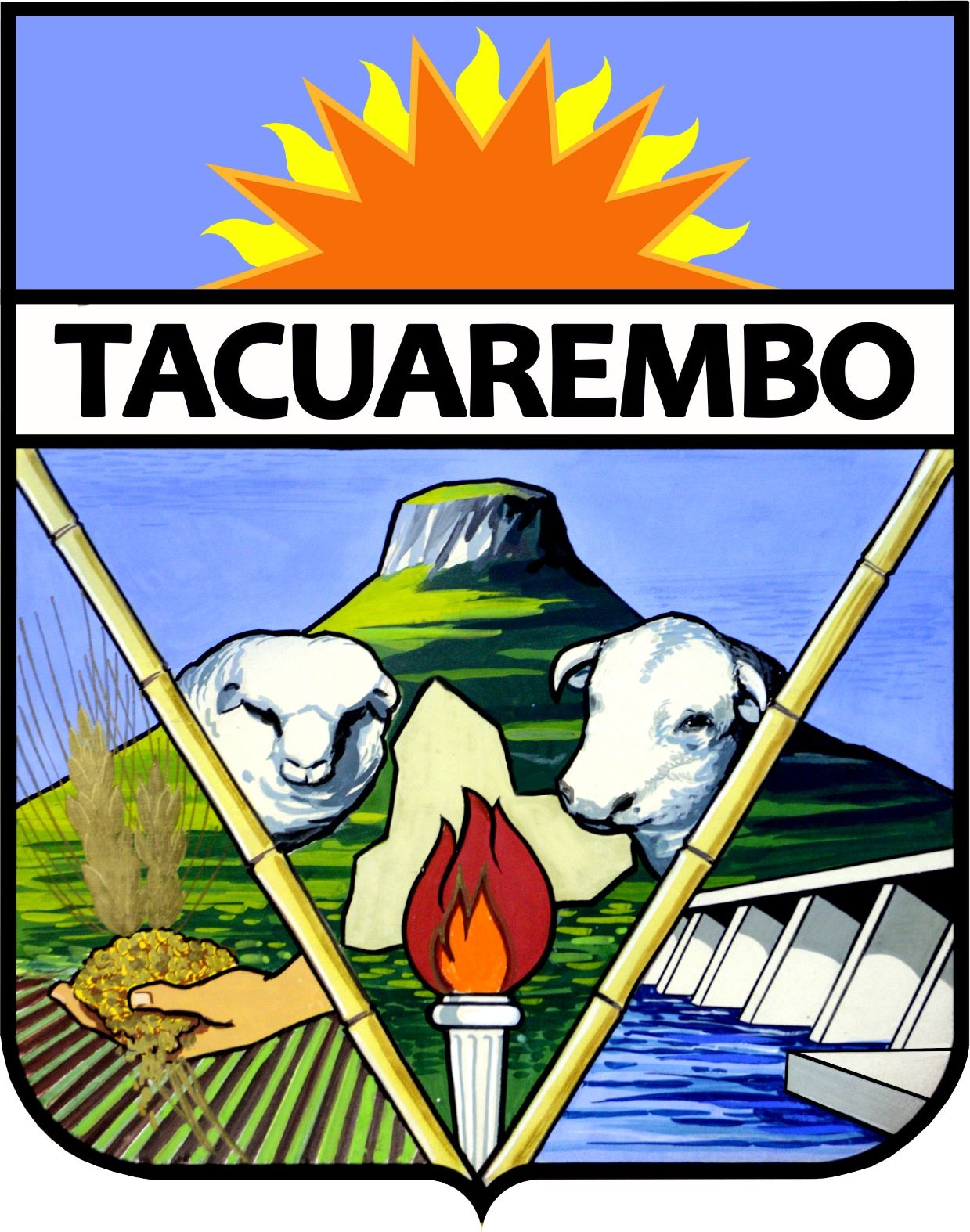
주 문장

## 같이 보기
- 카를로스 가르델